# Liste des œuvres d'art du Pas-de-Calais
Cet article vise à recenser les œuvres d'art dans l'espace public du Pas-de-Calais, en France.

## Liste
Les œuvres sont classées par ordre alphabétique de communes et, au sein de celles-ci, par ordre chronologique d'installation, dans la mesure des informations disponibles.

### Sculptures
| Œuvre                                                     | Auteur                               | Commune           | Localisation                                                | Notes | Installation | Coordonnées                      | Illustration |
| --------------------------------------------------------- | ------------------------------------ | ----------------- | ----------------------------------------------------------- | --- | ------------ | -------------------------------- | --- |
| Famille de mineurs                                        | À déterminer                         | Auchel            | À déterminer                                                | | À déterminer | 50° 30′ 21″ nord, 2° 28′ 38″ est | Famille de mineurs |
| Balade au cerf-volant                                     | Jean-Pierre Collier                  | Avondance         | Rue Principale                                              | | 2013         | à géolocaliser                   | Image manquante |
| Statue du général Louis Faidherbe,                        | Jules Déchin                         | Bapaume           | Sur la place Faidherbe                                      | Représente Louis Faidherbe. L'originale réalisée par Louis Noël en 1904 est déboulonnée par les autorités allemandes le 29 septembre 1916, expédiée en Allemagne et fondue. La statue actuelle est une copie érigée en 1929 sur le piédestal qui se situait à quelques mètres de l'emplacement actuel. | 1997         | 50° 06′ 13″ nord, 2° 50′ 59″ est | Statue du général Louis Faidherbe |
| Monument aux députés Raoul Briquet et Albert Tailliandier | Augustin Lesieux                     | Bapaume           | Sur une façade de l'hôtel de ville, place Faidherbe         | Représente Albert Tailliandier et Raoul Briquet. | 1934         | à géolocaliser                   | Monument aux députés Raoul Briquet et Albert Tailliandier(en) « Monument Tailliandier-Briquet à Bapaume », sur René et Peter van der Krogt |
| Buste de François Mitterrand                              | À déterminer                         | Béthune           | À déterminer                                                | Représente François Mitterrand. | À déterminer | à géolocaliser                   | Buste de François Mitterrand |
| Statue de Frédéric Sauvage,                               | Jules-Isidore Lafrance               | Boulogne-sur-Mer  | Boulevard François-Mitterrand                               | Représente Frédéric Sauvage. Les bas-reliefs sur le piédestal d'origine son conservés au château-musée. | À déterminer | 50° 43′ 24″ nord, 1° 36′ 07″ est | Statue de Frédéric Sauvage |
| Monument au capitaine Ferber                              | À déterminer                         | Boulogne-sur-Mer  | Boulevard Sainte-Beuve                                      | | À déterminer | 50° 43′ 58″ nord, 1° 35′ 40″ est | Monument au capitaine Ferber |
| Statue de François Auguste Ferdinand Mariette             | Henri-Alfred Jacquemart              | Boulogne-sur-Mer  | Boulevard Mariette                                          | Représente François Auguste Ferdinand Mariette. | 1882         | 50° 43′ 34″ nord, 1° 36′ 43″ est | Statue de François Auguste Ferdinand Mariette                                                                                              |
| Sans titre                                                | Jacques-Victor André                 | Boulogne-sur-Mer  | Place Rouget-de-l'Isle                                      | | 1985         | 50° 42′ 55″ nord, 1° 36′ 30″ est | Image manquante |
| Statue équestre de José de San Martín                     | Henri Allouard                       | Boulogne-sur-Mer  | Boulevard Sainte-Beuve                                      | Représente José de San Martín. | À déterminer | 50° 43′ 56″ nord, 1° 35′ 42″ est | Statue équestre de José de San Martín |
| Monument au soldat Marche                                 | Armand Roblot                        | Bully-les-Mines   | À l'entrée du square Henri Darras                           | Inscrit MH (2010) | 1923         | 50° 26′ 49″ nord, 2° 43′ 10″ est | Monument au soldat Marche |
| Blériot en dentelle                                       | François Morellet                    | Calais            | Place Constant-Cronie, quartier du Fort-Nieulay             | | 1989         | 50° 56′ 54″ nord, 1° 49′ 42″ est | Image manquante |
| Les Bourgeois de Calais                                   | Auguste Rodin                        | Calais            | À déterminer                                                | | À déterminer | 50° 57′ 09″ nord, 1° 51′ 12″ est | Les Bourgeois de Calais |
| Charles de Gaulle et Yvonne Vendroux                      | Élisabeth Cibot                      | Calais            | Place d'armes                                               | | 2013         | 50° 57′ 33″ nord, 1° 50′ 58″ est | Charles de Gaulle et Yvonne Vendroux |
| Statue de Joseph Marie Jacquard,                          | Marius Roussel                       | Calais            | Sur la place Albert 1er                                     | Représente Joseph Marie Jacquard. L'originale de 1910 est fondue en 1942, dans le cadre de la mobilisation des métaux non ferreux. | 1954         | à géolocaliser                   | Statue de Joseph Marie Jacquard« Monument à Jacquard à Calais », sur À nos grands hommes,« Monument à Jacquard à Calais », sur e-monumen   |
| Le Nid                                                    | André Lavrat                         | Carvin            | À déterminer                                                | | À déterminer | à géolocaliser                   | Le Nid |
| Le Semeur                                                 | Harry Covemaecker                    | Clerques          | À déterminer                                                | | À déterminer | 50° 47′ 36″ nord, 1° 59′ 41″ est | Le Semeur |
| Buste de Georges Bernanos                                 | Annick Leroy                         | Fressin           | Grande Rue                                                  | Représente Georges Bernanos. | 2011         | à géolocaliser                   | Image manquante |
| Qui sème le vent                                          | Vincent Tétu                         | Fressin           | Grande Rue                                                  | | 2013         | à géolocaliser                   | Image manquante |
| Statue de Saint Jean l'évangéliste                        | À déterminer                         | Hesdin            | Sur la façade de l'ancien hospice Saint-Jean, 3 rue Prévost | Représente Jean. | À déterminer | à géolocaliser                   | Image manquante |
| Buste du docteur Émile Brullé                             | Louis Noël                           | Hesdin            | Dans la cour de l'ancien hospice Saint-Jean, 3 rue Prévost  | | 1904         | à géolocaliser                   | Image manquante |
| Médaillon de Venceslas Jacquemont,                        | Porphyre Victor Jacquemont de Donjon | Hesdin            | Dans le square Boucher-Cardart                              | Le buste sur le piédestal représentant Victor Jacquemont est fondu sous le régime de Vichy, dans le cadre de la mobilisation des métaux non ferreux. | 1908         | à géolocaliser                   | Image manquante |
| Statue équestre de Douglas Haig                           | Paul Landowski                       | Montreuil-sur-Mer | Sur la place du Théâtre                                     | Inscrit MH (2012) | 1931         | à géolocaliser                   | Statue équestre de Douglas Haig |
| Famille fuyant                                            | À déterminer                         | Ruisseauville     | Intersection de la rue Principale et de la RD 928           | | À déterminer | à géolocaliser                   | Image manquante |
| Buste de Louis Martel                                     | À déterminer                         | Saint-Omer        | À déterminer                                                | Représente Louis Martel. | À déterminer | 50° 45′ 01″ nord, 2° 14′ 54″ est | Buste de Louis Martel |
| Buste d'Adrien Demont                                     | À déterminer                         | Wissant           | À déterminer                                                | Représente Adrien Demont. | À déterminer | à géolocaliser                   | Buste d'Adrien Demont |
| Buste de Virginie Demont-Breton                           | À déterminer                         | Wissant           | À déterminer                                                | Représente Virginie Demont-Breton. | À déterminer | à géolocaliser                   | Buste de Virginie Demont-Breton |

### Fontaines
| Œuvre | Auteur | Commune | Localisation | Notes | Installation | Coordonnées | Illustration |
| ----- | ------ | ------- | ------------ | ----- | ------------ | ----------- | ------------ |

### Œuvres disparues ou retirées
| Œuvre                                   | Auteur                     | Commune          | Localisation                               | Notes | Installation | Coordonnées    | Illustration |
| --------------------------------------- | -------------------------- | ---------------- | ------------------------------------------ | --- | ------------ | -------------- | --- |
| Monument à l'aéronaute François Lhoste, | Alexis François Thomas     | Boulogne-sur-Mer | Jardin des Tintelleries                    | Également appelé monument de la première traversée du Pas-de-Calais en ballon. Fondu en 1942, dans le cadre de la mobilisation des métaux non ferreux. | 1896         | à géolocaliser | Image manquante |
| Britannia                               | Félix-Alexandre Desruelles | Boulogne-sur-Mer | Sur une butte surplombant le bassin Loubet | Détruit à l'explosif le 1er juillet 1940 par les autorités allemandes.                                                                                 | 1938         | à géolocaliser | Britannia |
| Monument à Alfred Boucher-Cadart,       | Édouard Houssin            | Hesdin           | Square Boucher-Cardart                     | Représentait Alfred Boucher-Cadart. Fondu en 1942, dans le cadre de la mobilisation des métaux non ferreux.                                            | 1911         | à géolocaliser | Image manquante |
| Buste de Guislain Decrombecque          | Corneille Theunissen       | Lens             | Sur la place Cantin                        | Représentait Guislain Decrombecque. Il est possible qu'il ait été fondu par les autorités allemandes pendant la Première Guerre mondiale.              | 1905         | à géolocaliser | Image manquante |
| Statue de Jacqueline Robins,            | Édouard Lormier            | Saint-Omer       | Place du Vainquai                          | Fondue en 1942, dans le cadre de la mobilisation des métaux non ferreux. Le bas-relief sur le piédestal est conservé au musée de l'hôtel Sandelin.     | 1884         | à géolocaliser | Statue de Jacqueline Robins« Monument à Jacqueline Robins à Saint-Omer », sur À nos grands hommes,« Monument à Jacqueline Robins à Saint-Omer », sur e-monumen |